# Pokabius socius
Pokabius socius är en mångfotingart som först beskrevs av Chamberlin 1902.  Pokabius socius ingår i släktet Pokabius och familjen stenkrypare. Inga underarter finns listade i Catalogue of Life.